# محمد يوسف سليمان
محمد يوسف سليمان هو أكاديمي مصري، ولد في 1948 في القاهرة في مصر.